# Campionati europei di atletica leggera indoor 1992
I XXII campionati europei di atletica leggera indoor si sono svolti a Genova, in Italia, presso il Palasport di Genova, dal 28 febbraio al 1º marzo 1992. Questo campionato fu il precursore del nuovo ciclo biennale per tali giochi. Fu anche la prima edizione a prevedere prove multiple con l'introduzione del pentathlon e dell'eptathlon.

## Nazioni partecipanti
Tra parentesi, il numero di atleti partecipanti per nazione.
- Albania (1)
- Andorra (4)
- Austria (11)
- Belgio (5)
- Bulgaria (17)
- Cecoslovacchia (18)
- Cipro (2)
- Croazia (3)
- Danimarca (2)
- Estonia (1)
- Finlandia (9)
- Francia (30)

- Germania (44)
- Grecia (9)
- Irlanda (5)
- Islanda (1)
- Israele (2)
- Italia (49)
- Jugoslavia (6)
- Lettonia (9)
- Lituania (7)
- Norvegia (9)
- Paesi Bassi (10)
- Polonia (12)

- Portogallo (10)
- Regno Unito (30)
- Romania (16)
- San Marino (3)
- Slovenia (3)
- Spagna (25)
- Squadra Unificata (43)
- Svezia (12)
- Svizzera (16)
- Turchia (6)
- Ungheria (9)

## Risultati

### Uomini
| Specialità | Oro                    | Prestazione | Argento            | Prestazione | Bronzo                   | Prestazione |
| Corse piane |                        |             |                    |             |                          |             |
| 60 metri | Jason Livingston       | 6"53        | Vitalij Savin      | 6"54        | Michael Rosswess         | 6"62        |
| 200 metri | Nikolaj Antonov        | 20"41       | Daniel Sangouma    | 20"64       | Aleksandr Goremykin      | 21"09       |
| 400 metri | Slobodan Branković     | 46"33       | Andrea Nuti        | 46"37       | David Grindley           | 46"60       |
| 800 metri | Luis Javier González   | 1'46"80     | José Arconada      | 1'47"16     | Tonino Viali             | 1'47"22     |
| 1.500 metri | Matthew Yates          | 3'42"32     | Sergej Mel'nikov   | 3'42"44     | Branko Zorko             | 3'42"85     |
| 3.000 metri | Gennaro Di Napoli      | 7'47"24     | John Mayock        | 7'48"47     | José Luis González       | 7'48"92     |
| Corse a ostacoli |                        |             |                    |             |                          |             |
| 60 metri ostacoli | Igors Kazanovs         | 7"55        | Tomasz Nagórka     | 7"69        | Jiří Hudec               | 7"72        |
| Corse su strada |                        |             |                    |             |                          |             |
| 5 km marcia | Giovanni De Benedictis | 18'19"97    | Franc Kascjukevič  | 18'25"40    | Stefan Johansson         | 18'27"95    |
| Salti |                        |             |                    |             |                          |             |
| Salto in alto | Patrik Sjöberg         | 2,38 m      | Sorin Matei        | 2,36 m      | Ralf Sonn Dragutin Topić | 2,29 m      |
| Salto con l'asta | Pëtr Bоčkаrëv          | 5,85 m      | István Bagyula     | 5,80 m      | Konstantin Semënov       | 5,60 m      |
| Salto in lungo | Dmitrij Bagrjanov      | 8,12 m      | Konstantin Krause  | 8,04 m      | Jarmo Kärnä              | 7,96 m      |
| Salto triplo | Leonid Vološin         | 17,35 m     | Serge Hélan        | 17,18 m     | Vasilij Sokov            | 17,01 m     |
| Lanci |                        |             |                    |             |                          |             |
| Getto del peso | Oleksandr Bahač        | 20,75 m     | Oleksandr Klymenko | 20,02 m     | Klaus Bodenmüller        | 19,99 m     |
| Prove multiple |                        |             |                    |             |                          |             |
| Eptathlon | Christian Plaziat      | 6418 p.     | Robert Změlík      | 6118 p.     | Antonio Peñalver         | 6062 p.     |
| record mondiale; record mondiale stagionale; record europeo; record europeo stagionale; record dei campionati; record nazionale; record personale; record personale stagionale. |                        |             |                    |             |                          |             |

### Donne
| Specialità | Oro                  | Prestazione | Argento                       | Prestazione | Bronzo             | Prestazione |
| Corse piane |                      |             |                               |             |                    |             |
| 60 metri | Žanna Tarnopol's'ka  | 7"17        | Anelia Nuneva                 | 7"29        | Nadežda Roščupkina | 7"31        |
| 200 metri | Oksana Stepičeva     | 23"18       | Iolanda Oanta                 | 23"23       | Sabine Tröger      | 23"35       |
| 400 metri | Sandra Myers         | 51"21       | Ol'ha Bryzhina                | 51"48       | Elena Goleševa     | 52"07       |
| 800 metri | Ella Kovacs          | 1'59"98     | Inna Evseeva                  | 2'00"26     | Elena Afanas'eva   | 2'00"69     |
| 1.500 metri | Ekaterina Podkopaeva | 4'06"61     | Ljubov' Kremlëva              | 4'06"62     | Doina Melinte      | 4'06"90     |
| 3.000 metri | Margareta Keszeg     | 8'59"80     | Tetjana Samolenko-Dorovs'kych | 9'00"15     | Rita Marquard      | 9'00"99     |
| Corse a ostacoli |                      |             |                               |             |                    |             |
| 60 metri ostacoli | Ljudmila Narožilenko | 7"82        | Monique Ewanjé-Épée           | 7"99        | Jordanka Donkova   | 8"03        |
| Corse su strada |                      |             |                               |             |                    |             |
| 3 km marcia | Alina Ivanova        | 11'49"99    | Ileana Salvador               | 11'53"23    | Beate Anders       | 11'55"41    |
| Salti |                      |             |                               |             |                    |             |
| Salto in alto | Heike Henkel         | 2,02 m      | Stefka Kostadinova            | 2,02 m      | Elena Elesina      | 1,94 m      |
| Salto in lungo | Larysa Berežna       | 7,00 m      | Marieta Ilcu                  | 6,74 m      | Ljudmila Ninova    | 6,60 m      |
| Salto triplo | Inesa Kravec'        | 14,15 m     | Sofija Božanova               | 13,98 m     | Helga Radtke       | 13,75 m     |
| Lanci |                      |             |                               |             |                    |             |
| Getto del peso | Natal'ja Lisovskaja  | 20,70 m     | Svetla Mitkova                | 20,06 m     | Astrid Kumbernuss  | 19,37 m     |
| Prove multiple |                      |             |                               |             |                    |             |
| Pentathlon | Liliana Nastase      | 4701 p.     | Petra Vaideanu                | 4677 p.     | Urszula Włodarczyk | 4651 p.     |
| record mondiale; record mondiale stagionale; record europeo; record europeo stagionale; record dei campionati; record nazionale; record personale; record personale stagionale. |                      |             |                               |             |                    |             |

## Medagliere
Legenda
     Paese ospitante
| Posizione | Paese             | Oro | Argento | Bronzo | Totale |
| --------- | ----------------- | --- | ------- | ------ | ------ |
| 1         | Squadra Unificata | 12  | 8       | 7      | 27     |
| 2         | Romania           | 3   | 4       | 1      | 8      |
| 3         | Italia            | 2   | 2       | 1      | 5      |
| 4         | Regno Unito       | 2   | 1       | 2      | 5      |
| 5         | Spagna            | 2   | 1       | 1      | 4      |
| 6         | Bulgaria          | 1   | 3       | 1      | 5      |
| 7         | Germania          | 1   | 1       | 4      | 6      |
| 8         | Francia           | 1   | 3       | 1      | 5      |
| 9         | Svezia            | 1   | 0       | 1      | 2      |
| 9         | Jugoslavia        | 1   | 0       | 1      | 2      |
| 11        | Lettonia          | 1   | 0       | 0      | 1      |
| 12        | Cecoslovacchia    | 0   | 1       | 1      | 2      |
| 12        | Polonia           | 0   | 1       | 1      | 2      |
| 14        | Ungheria          | 0   | 1       | 0      | 1      |
| 15        | Austria           | 0   | 0       | 3      | 3      |
| 16        | Croazia           | 0   | 0       | 1      | 1      |
| 16        | Finlandia         | 0   | 0       | 1      | 1      |
| Totale    | Totale            | 27  | 27      | 28     | 82     |